# Бембеев, Тимофей Отельданович
Тимо́фей Отельда́нович Бембе́ев (калм. Бембин Тимофей, 27 ноября 1930, Зурмута, Лаганский улус, Калмыцкая автономная область (ныне Лаганский район, Калмыкия), РСФСР — 29 сентября 2003, Элиста, Калмыкия, Россия) — калмыцкий поэт, переводчик, народный писатель Калмыкии.

## Биография
Тимофей Бембеев родился в 1930 году в селе Зурмута в крестьянской семье. В 1943 году во время депортации калмыков был сослан в Сибирь. В 1949 году Тимофей Бембеев начал свою трудовую деятельность в одном из совхозов Ульяновского района (сегодня — Омский район) Омской области. В этом же году начал сотрудничать с газетами «Омская правда», «Молодой сибиряк», «Прикаспийская коммуна» и «Совхозная газета», печатая в них очерки о жизни колхозников.
Возвратившись в 1957 году в Калмыкию, Тимофей Бембеев начал работать в редакции республиканской газеты.
В 1972 году закончил Литературный институт имени Максима Горького.

## Творчество
В 1957 году Тимофей Бембеев впервые выпустил своё сочинение на калмыцком языке басню «Козни зайца». В этом же году за рассказ «Лотос» получил второе место на литературном конкурсе.
В 1960 году Тимофей Бембеев издал первый сборник своих стихов. В 1965 году написал роман «Лотос», посвящённый Великой Отечественной войне.
За время своей литературной деятельности выпустил свыше 30 книг на калмыцком и русском языках.
Переводил на калмыцкий язык произведения А. С. Пушкина, М. Ю. Лермонтова, А. Твардовского, поэтов Монголии, Бурятии, Армении, Украины, Молдавии, Абхазии, Чувашии.

## Источник
- Джимгиров М. Э. Писатели советской Калмыкии. — Элиста: Калмыцкое книжное издание, 1966. — стр. 64—67